# Narycius opalus
Narycius opalus là một loài bọ cánh cứng trong phân họ Cetoniinae, và là loài đặc hữu của Tây Ghats, Ấn Độ. Đây là loài duy nhất trong chi.

## Hình ảnh

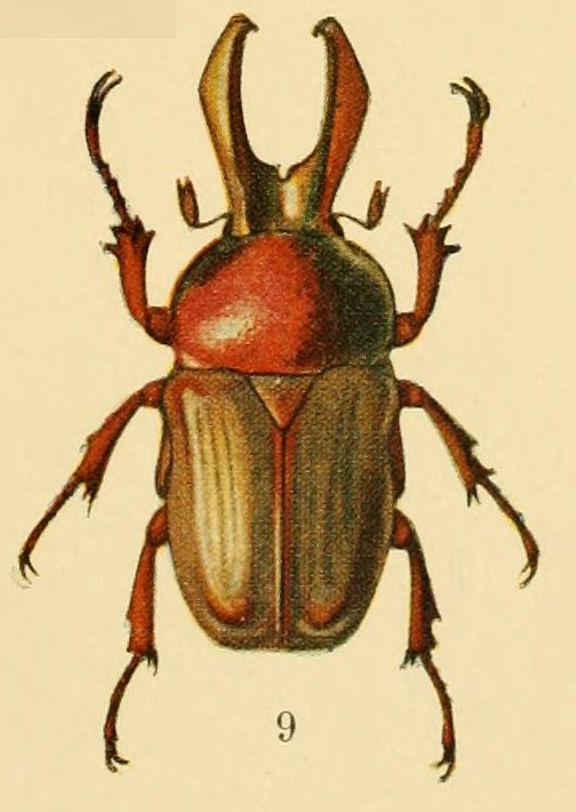